# Срам и позор
„Срам и позор“ (също „Срам & Позор“) е българска музикална група в стил хардкор пънк / ой!. Основана е през 1991 г. във Враца. Определя се за първата музикална банда на българските скинове.

## История
Още преди своето създаване, през 1989 г. група музиканти изпълняват свои парчета насочени срещу пагубния за България – Ньойски договор.
Групата е основана през 1991 г. Репертоара им включчва само авторски материал, дело на басиста и китарист Н.Валентинов – Пели. В края на 1993 г. групата е поканена за съпорт на турнето на Хиподил, то преминава през – София, Монтана, Враца, Велико Търново, Русе, Варна, Бургас, Стара Загора, Пловдив и Благоевград. На концерта във Варна, по време на изпълнението им публиката предизвиква безредици, а полицията, безсилна да се справи с положението, арестува музикантите от групата. В началото на февруари 1994 г. групата записва дебютния си демо албум – „Што не?“, в Студио 250. През септември 1996 г. групата организира юбилеен концерт за петата си годишнина, на който свирят почти всички музиканти, минали през групата. През 1997 г. излиза вторият албум, озаглавен „НьОi“, издатели са Музикален магазин „Орфей“ и ВМРО – младежко движение (Враца). Албумът е представен през август на Четвъртия национален ъндърграунд фестивал – „Summer Chaos“ в Бургас. Техните песни „НьОi“ и „Шуми Марица“ влизат в класациите на радиостанциите (Радио Благоевград – първо място, Дарик радио – второ място). Срам и позор участват и на фестивала „Берксток“ (край Берковица), но участието им е прекъснато от организаторите, заради предизвиканите безредици сред публиката. В следващите години групата редува няколкогодишни паузи с периоди на активиране на концертната дейност.

## Състав
Актуален състав
- Данаил Стойчев – вокал (от 1991 г.)
- Илко Кръстев – бас, китара (от 2001 г.)
- Пламен Прездолски – бас (от 2015 г.)
- Явор Цветанов – барабани (от 2016 г.)

Членове от предишни години
- Иван Иванов – китара (1991 – 1996; 2006 – 2016)
- Иван Атанасов – китара (1996 – 1999)
- Цветан Атанасов – китара (1996 – 1997)
- Владимир Симов – китара (2001 – 2002)
- Иван Масурански – китара
- Владислав Тодоров – вокал (1991 – 1993)
- Николай Валентинов – бас (1992 – 2001), китара (1993 – 1994)
- Георги Цветков – бас (1993 – 1994)
- Пламен Христов – бас (2006 – 2022)
- Павлин Христов – барабани (1991 – 1997)
- Димитър Славчев – барабани (1999 – 2001)
- Максим Хальов – барабани (2001 – 2007; 2014 – 2016)
- Георги Костурков – барабани (2006 – 2007)
- Тодор Коцев – бас (1991 – 1992)

## Дискография
Демо
- 1993 – Што не?

Албуми
- 1994 – Што не? (Рива Саунд, О.Ч.З.)[4][5]
- 1997 – НьОi (О.Ч.З.)[4]

Видео компилации
- 1998 – Summer Chaos '97 (О.Ч.З.)